# كلويه (إيران)
 كلويه  بالفارسية (روستای گَلُویه) قرية صغيرة تتبع لـالبلدة المركزية (بالفارسية: بخش مركزى ) من توابع مدينة بستك وتقع في محافظة هرمزگان في جنوب إيران. إحدى قرى « إقليم گودة»،
تقع على بعد 14 كيلومتراً في الشمال الرقي لقرية مردنو.

## حدود قرية كلويه
حدود كلويه: من الشمال: جبل بر، ومن الجنوب « مردنو »، ومن الغرب « شيخ حضور »، ومن الشرق تنتهي بـ ناخهري وتسان.

## السكان
يبلغ عدد سكان هذه القرية حسب تعداد السكان لعام 2006 للميلاد، (45) نسمه تشكل (98 عائلة)، من أهل السنة والجماعة وعلى المذهب الشافعي. يتكلون الفارسية باللهجة المحلية، لهم مسجد، ومدرسة مشتركة، وعدة برك لحفظ مياه الأمطار إذا سالت الأودية.

## الزراعة
تعبر «كلويه» منطقة زراعية، اراضيها خصبة وتزرع فيها جميع المحاصيل الزراعية، كذلك تزرع فيها شتى أنواع الخضروات والبقول، وبها كثير من الزروع وخاصة النخيل والخضروات ومن أهم المنتوجات الخس، والجرجير، والفجل، والباذنجان، والطماطم، والبصل، وكذلك تزرع البر والشعير والحبحب.

## وصلات خارجية
- التقسيمات الإدارية لمحافظة هرمزگان